# Satelit artificial

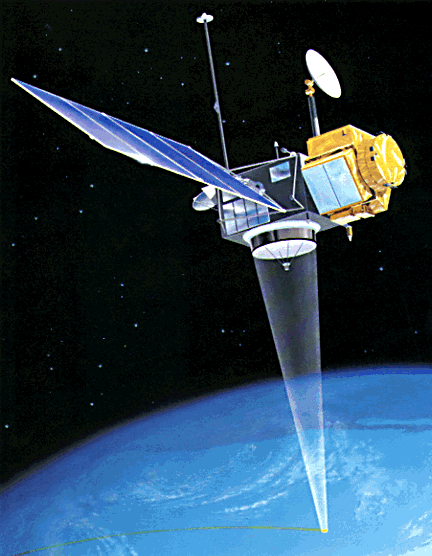
Satelit artificial

Sateliții artificiali sunt obiecte create de om, care sunt lansate în spațiu și orbitează un corp ceresc. Orbita lor trebuie să fie relativ stabilă pe o perioadă mai mare de timp pentru ca sensul de "satelit" să se păstreze.
În marea lor majoritate, sateliții artificiali sunt nave robotice folosite pentru comunicații, supraveghere, și orbitează în jurul Pământului. Sateliții sunt folosiți pentru un număr mare de scopuri. Există sateliți de observare a Pământului, civili și militari, sateliți de comunicații, sateliți de navigație, sateliți meteorologici și sateliți de cercetare. Stațiile spațiale și navele spațiale cu echipaj uman pe orbită sunt, de asemenea, sateliți. 
Un satelit primește semnalul de la o stație emițătoare de pe Pământ (uplink) care amplifică și retransmite semnalul spre o stație de recepție (downlink), la o frecvență diferită. 
Primii sateliți au fost proiectați pentru a opera în mod pasiv, aceștia serveau doar la a reflecta semnale care erau direcționate spre ei de către stațiile de pe Pământ. Semnalele erau reflectate în toate direcțiile, astfel încât să poată fi recepționate de către stațiile aflate la sol.
În prezent, sateliții folosesc exclusiv sisteme de operare active, în care fiecare poartă propriul echipament transmisie-recepție. Sateliții folosesc benzi de frecvență de aproximativ 6 GHz.

## Istoric

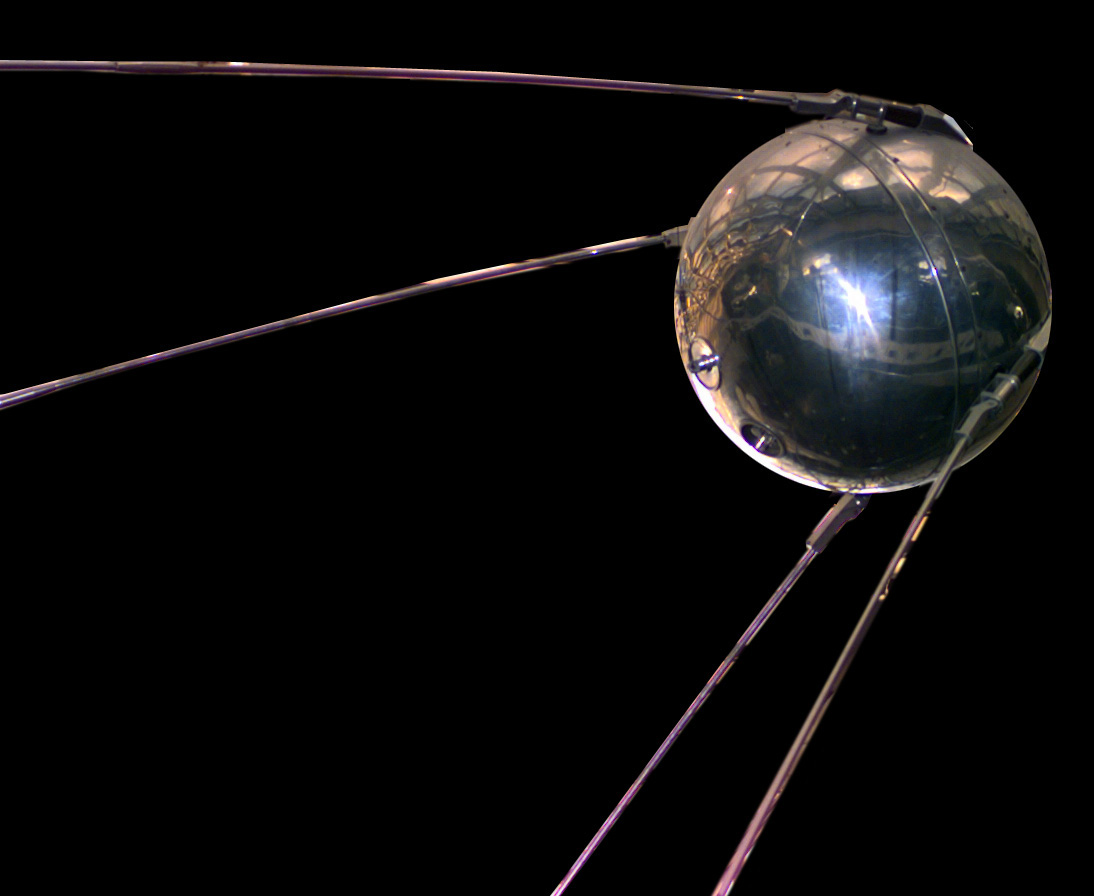
Satelitul Sputnik 1

Primul satelit artificial, Sputnik 1 a fost lansat de U.R.S.S. la 4 octombrie 1957, de pe cosmodromul Baikonur, Kazahstan. A efectuat 1410 rotații în jurul Terrei, timp de 94 de zile, după care a intrat în atmosfera terestră și s-a dezintegrat prin ardere.
La 3 noiembrie 1957 se lansează Sputnik 2, care avea la bord primul animal viu, câinele Laika, prima ființă vie care a ajuns în spațiu. Acest satelit a stat în spațiu 163 de zile, timp în care a efectuat 2370 de rotații circumterestre.
Primul satelit de comunicații, SCORE (Signal Communications by Orbiting Relay Equipment), capabil să stocheze și să transmită mesaje vocale cu ajutorul unei benzi magnetice, a fost lansat de S.U.A. în anul 1958. Prima transmisiune directă de televiziune, a fost efectuată de satelitul Syncom 3 de la Jocurile Olimpice de vară din 1964 de la Tokyo.
Telstar1, lansat de compania AT&T în 1962, a fost unul dintre primii sateliți activi pentru comunicații. A transmis primele emisuni de televiziune în direct între S.U.A., Europa și Japonia. De asemeni a transmis convorbiri telefonice și redarea câtorva sute de stații radio. 
Astăzi cea mai mare construcție aflată în spațiu este Stația Spațială Internațională, care este permanent locuită de 3 astronauți și orbitează Pământul la o altitudine de circa 350 km.
Alte nave spațiale au devenit sateliți artificiali după ce au ajuns la destinație (sondele de tipul MRO, aflate în orbita marțiană, sonda Cassini (Saturn), Galileo (până în 2003 a orbitat sistemul jovian) etc.
În momentul actual, pe orbita Pământului sunt plasați 7702 de sateliți artificiali funcționali sau nefuncționali.

## Caracteristici
Satelitul artificial conține sisteme tehnice complexe folosite pentru menținerea stației:

### Sursă de energie electrică
Un satelit își produce puterea necesară pe toată durata misiunii. Cea mai folosită sursă este o combinație a celulelor solare cu reîncarcarea bateriilor. Panourile solare fotovoltaice sunt de dimensiuni mari pentru a produce puterea de care are nevoie satelitul. Se poate utiliza de asemenea și energia nucleară.

### Control termic
Sateliții folosesc radiatoare în formă de panouri pentru a preveni supraîncălzirea de la Soare a unor elemente; satelitul se poate roti astfel încât căldura să fie repartizată pe toată suprafața.

### Orientare și corectarea traiectoriei
Orientarea unui satelit este direcția spre care sunt îndreptate principalele sale componente (panourile solare sunt menținute spre Soare, antenele și senzorii sunt orientați spre stațiile de la sol, telescoapele sunt direcționate spre obiectele astronomice etc.). Una din metodele folosite pentru orientare este folosirea unor mici motoare cu reacție, și a unor magneți ce interacționează câmpul magnetic al Pământului.

### Protecția de radiațiile cosmice
Sateliții trebuie să suporte efectele unui mediu ostil din spațiul cosmic cum ar fi efectul radiațiilor și, uneori, impacturile cu micrometeoriți, în special în timpul misiunilor de durată.

### Emițătoare și receptoare radio
Fiecare satelit emite folosind un cod unic PRN (Pseudo Random Noise Code), de recunoaștere, putându-i-se stabili astfel cu precizie locația.

## Tipuri de sateliți artificiali
Sateliții artificiali pot fi clasificați după tipul orbitei pe care o au în jurul Pământului:

Diferite altitudini ale orbitelor sateliților

### Sateliți artificiali cuorbită joasă(LEO – Low Earth Orbit)
Aceștia orbitează deasupra Pământului la distanțe cuprinse între 150 și 2000 Km. O rotație completă este efectuată în 90 minute, iar timpul în care un punct aflat pe Pământ are vizibilitate directă cu satelitul este de 15 minute. Întârzierea și atenuarea semnalelor transmise sunt reduse. Timpul de viață se limitează de la câteva luni, la maxim un an. În prezent, se află 470 sateliți cu orbita joasă.

### Sateliți artificiali cuorbită medie(MEO – Medium Earth Orbit)
Orbitează pe orbite eliptice dispuse deasupra polilor sau deasupra Ecuatorului la distanțe cuprinse între 10.000 și 20.000 Km. Timpul în care un punct aflat pe Pământ are vizibilitate directă cu satelitul este 120 ... 360 de minute. Întârzierea și atenuarea semnalelor transmise prin acest tip de sateliti, sunt destul de mari. Sunt utilizați în special în rețele GPS și pentru comunicații de voce și date. La momentul actual pe orbita Pământului se află 69 sateliți cu orbita medie.

### Sateliți artificiali cuorbită geostaționară(GEO – Geostationary Earth Orbit)
Sateliții geostaționari sunt plasați pe orbite situate deasupra Ecuatorului la distanța fixă de 35.786 Km. Se rotesc cu aceeași viteză și în același sens cu Pământul. Un satelit geostaționar poate acoperi în orice moment 42,2% din suprafața planetei. Timpul în care un punct aflat pe Pământ are vizibilitate directă cu satelitul este de 24 de ore. Întârzierea și atenuarea semnalelor transmise, sunt foarte mari, iar costurile de plasare a acestor sateliți pe orbită sunt de asemenea foarte mari. Sunt utilizați în general pentru comunicații de orice tip, supravegherea militară sau meteorologică. Pe orbita Pământului se afla 423 sateliți cu orbita geostaționară.

### Sateliți artificiali cu orbita polară
Sateliții cu orbite polare orbitează Pământul la unghiuri de 90° față de Ecuator și față de poli. Doi astfel de sateliți aparținând National Oceanic and Atmospheric Administration (NOAA), furnizează informații despre vreme pentru toate zonele la fiecare 6 ore. Aceștia realizează hărți ale nivelului de ozon al atmosferei, incluzând și zonele de deasupra polilor. De asemenea, sunt utilizați  pentru a studia defrișările forestiere.

Orbita de sincron solară

### Sateliți artificiali cu orbita de sincron solară
Un satelit cu o astfel de orbită trece pe deasupra unui punct al Pământului în același moment în care Soarele este în aceeași poziție pe cer. Acesta are o orbită retrogradă (în sensul acelor de ceasornic), la un unghi de aproximativ 98° față de Ecuator. Această orbită este folosită de către sateliții care fotografiază diferite zone ale Terrei, deoarece Soarele va fi mereu la același unghi față de locul fixat pe sol.

## State capabile să lanseze singure sateliți
| Order | Țara              | Data primei lansări | Racheta      | Satelitul               |
| ----- | ----------------- | ------------------- | ------------ | ----------------------- |
| 1     | Uniunea Sovietică | 4 octombrie 1957    | Sputnik-PS   | Sputnik 1               |
| 2     | Statele Unite     | 1 februarie 1958    | Juno I       | Explorer 1              |
| 3     | Franța            | 26 noiembrie 1965   | Diamant-A    | Astérix                 |
| 4     | Japonia           | 11 februarie 1970   | Lambda-4S    | Ōsumi                   |
| 5     | China             | 24 aprilie 1970     | Long March 1 | Dong Fang Hong I        |
| 6     | Regatul Unit      | 28 octombrie 1971   | Black Arrow  | Prospero                |
| 7     | India             | 18 iulie 1980       | SLV          | Rohini                  |
| 8     | Israel            | 19 septembrie 1988  | Shavit       | Ofeq 1                  |
| —     | Rusia[1]          | 21 ianuarie 1992    | Soyuz-U      | Kosmos 2175             |
| —     | Ucraina[1]        | 13 iulie 1992       | Tsyklon-3    | Strela                  |
| 9     | Iran              | 2 februarie 2009    | Safir-1      | Omid                    |
| 10    | Coreea de Nord    | 12 decembrie 2012   | Unha-3       | Kwangmyŏngsŏng-3 Unit 2 |
| —     | Coreea de Sud     | 30 ianuarie 2013    | Naro-1       | STSAT-2C                |

## Primul satelit lansat de fiecare stat
| Țara                         | Anul primei lansări | Primul satelit            | Pe orbită în ianuarie 2013 |
| ---------------------------- | ------------------- | ------------------------- | -------------------------- |
| Uniunea Sovietică · ( Rusia) | 1957 (1992)         | Sputnik 1 (Cosmos 2175)   | 1457                       |
| Statele Unite                | 1958                | Explorer 1                | 1110                       |
| Regatul Unit                 | 1962                | Ariel 1                   | 30                         |
| Canada                       | 1962                | Alouette 1                | 34                         |
| Italia                       | 1964                | San Marco 1               | 22                         |
| Franța                       | 1965                | Astérix                   | 57                         |
| Australia                    | 1967                | WRESAT                    | 12                         |
| Germania                     | 1969                | Azur                      | 42                         |
| Japonia                      | 1970                | Ōsumi                     | 134                        |
| China                        | 1970                | Dong Fang Hong I          | 140                        |
| Olanda                       | 1974                | ANS                       | 4                          |
| Spania                       | 1974                | Intasat                   | 9                          |
| India                        | 1975                | Aryabhata                 | 50                         |
| Indonezia                    | 1976                | Palapa A1                 | 12                         |
| Cehoslovacia                 | 1978                | Magion 1                  | 4                          |
| Bulgaria                     | 1981                | Intercosmos Bulgaria 1300 | 1                          |
| Arabia Saudită               | 1985                | Arabsat-1A                | 12                         |
| Brazilia                     | 1985                | Brasilsat A1              | 13                         |
| Mexic                        | 1985                | Morelos 1                 | 7                          |
| Suedia                       | 1986                | Viking                    | 11                         |
| Israel                       | 1988                | Ofeq 1                    | 11                         |
| Luxemburg                    | 1988                | Astra 1A                  | 5                          |
| Argentina                    | 1990                | Lusat                     | 9                          |
| Pakistan                     | 1990                | Badr-1                    | 3                          |
| Coreea de Sud                | 1992                | Kitsat A                  | 11                         |
| Portugalia                   | 1993                | PoSAT-1                   | 1                          |
| Thailanda                    | 1993                | Thaicom 1                 | 7                          |
| Turcia                       | 1994                | Turksat 1B                | 8                          |
| Ucraina                      | 1995                | Sich-1                    | 6                          |
| Malaezia                     | 1996                | MEASAT                    | 6                          |
| Norvegia                     | 1997                | Thor 2                    | 3                          |
| Filipine                     | 1997                | Mabuhay 1                 | 2                          |
| Egipt                        | 1998                | Nilesat 101               | 4                          |
| Chile                        | 1998                | FASat-Bravo               | 2                          |
| Singapore                    | 1998                | ST-1                      | 3                          |
| Taiwan                       | 1999                | ROCSAT-1                  | 8                          |
| Danemarca                    | 1999                | Ørsted                    | 4                          |
| Africa de Sud                | 1999                | SUNSAT                    | 2                          |
| Emiratele Arabe Unite        | 2000                | Thuraya 1                 | 6                          |
| Maroc                        | 2001                | Maroc-Tubsat              | 1                          |
| Algeria                      | 2002                | Alsat 1                   | 1                          |
| Grecia                       | 2003                | Hellas Sat 2              | 2                          |
| Cipru                        | 2003                | Hellas Sat 2              | 2                          |
| Nigeria                      | 2003                | Nigeriasat 1              | 4                          |
| Iran                         | 2005                | Sina-1                    | 1                          |
| Kazahstan                    | 2006                | KazSat 1                  | 2                          |
| Columbia                     | 2007                | Libertad 1                | 1                          |
| Mauritius                    | 2007                | Rascom-QAF 1              | 2                          |
| Vietnam                      | 2008                | Vinasat-1                 | 3                          |
| Venezuela                    | 2008                | Venesat-1                 | 2                          |
| Elveția                      | 2009                | SwissCube-1               | 2                          |
| Polonia                      | 2012                | PW-Sat-1                  | 1                          |
| Ungaria                      | 2012                | MaSat-1                   | 1                          |
| România                      | 2012                | Goliat                    | 1                          |
| Belarus                      | 2012                | BelKA-2                   | N/A                        |
| Coreea de Nord               | 2012                | Kwangmyŏngsŏng-3 Unit 2   | 1                          |
| Azerbaijan                   | 2013                | Azerspace                 | 1                          |
| Austria                      | 2013                | TUGSAT-1/UniBRITE         | 2                          |
| Ecuador                      | 2013                | NEE-01 Pegaso             | 1                          |
| Estonia                      | 2013                | ESTCube-1                 | 1                          |

### Primele satelite lansate care au eșuat
- Statele Unite a eșuat la o primă lansare în 1957, reușind în 1958.
- China a eșuat la o primă lansare în 1969, reușind în 1970.
- Irakul lui Saddam îndepliniște în 1989 o lansare neconfirmată de focoase pe orbită de pe un vehicul irakian dezvoltat, intenționând să pună pe orbită mai târziu primul satelit național Al-Ta'ir, de asemenea, dezvoltat.
- Chile eșuează să lanseze în 1995 primul său satelit, FASat-Alfa.
- Coreea de Nord eșuează în lansarea unor sateliți în 1998, 2009 sau 2012.
- Belarus eșuează în lansarea primului satelit, BelKA, în 2006.

### Primul satelit planificat
- Afganistanul a anunțat în luna aprilie 2012, care este planificare pentru a lansa primul său satelit de comunicații pentru slotul orbital acordat. Este de așteptat ca satelit să fie lansat de către o societate comercială.
- Bangladesh anunță că intenționează să lanseze primul satelit până în 2011.
- Belgia anunță că nano-satelitul OUFTI-1 din cadrul Universității Europene pentru programul CubeSat QB50 pentru protocolul de radio de testare în spațiu este în construcție la Universitatea din Liege.
- Bolivia anunță că lansa un satelit din 2012 sau mai târziu cu ajutor din partea Chinei.
- Cambodgia plănuiște să cheltuiască 250-300 de milioane de dolari pentru a lansa un satelit de telecomunicații la începutul lui 2013.
- Croația va construi un satelit din 2013-2014.
- Finlanda Aalto-1, satelit cu panouri solare, este un proiect al Universității Aalto și Institutului meteorologic finlandez. Când va fi lansat (probabil 2013), acesta ar fi primul satelit finlandez.
- Irlanda Echipa de la Institutul de Tehnologie din Dublin intenționează să lanseze primul satelit irlandez în cadrul programului Universității Europene, CubeSat QB50.
- Laos Primul satelit va fi de telecomunicații și va fi construit și lansat în 2013 pentru 250 milioane dolari de China Asia-Pacific Mobile Communications Company (China-APMT).
- Lituania va lansa Lituanica-1 cu ajutorul Rusiei.
- Republica Moldova intenționează să înceapă în 2013 la Universitatea Tehnică Națională.
- Mongolia inteționează să lanseze primul satelit, Mongolsat, cu ajutor american.
- Myanmar plănuiște să cheltuiască 200 de milioane de dolari pentru un satelit de telecomunicații.
- Peru a dezvoltat primul satelit cu Universitatea Națională de Inginerie, numit Chasqui 1. Planificarea nano-satelitului pentru a lansa pe orbită în 2012 sau mai târziu, cu o durată de viață de 60 de zile. Sarcina utilă include două camere mici VGA cu filtre NIR.
- Serbia Organizațiile neguvernamentale au proiectat, dezvoltat și asamblat primul satelit sârb Tesla-1 din 2009, dar nu este lansat.
- Tunisia este în curs de dezvoltare primul său satelit, ERPSat01. Constând dintr-o CubeSat de 1 kg de masă. ERPSat satelit este planificat a fi lansat pe orbită în 2013.

## Destinația sateliților
Sateliții sunt realizați pentru a servi unui anumit scop sau misiune.
- comunicații – 562;[necesită citare]
- studierea Pământului – 86;[necesită citare]
- avertizare timpurie – 8;
- radio amatori – 3;
- astrofizică – 15;
- meteorologie – 10;
- navigație/ GPS – 79;
- cercetare (spionaj), supraveghere și detecție de la distanță – 89;
- cercetare științifică – 96;
- alte scopuri – 27;

### Sateliți de comunicații
Sateliții de comunicații sunt cei mai numeroși; sunt utilizați pentru a transmite semnale audio-video și telefonice pe distanțe mari fără a fi necesare cabluri sau relee de microunde. Din 1957 au fost lansați peste 500 sateliți de comunicații. 
Principalele flote de sateliți de comunicații sunt cele care aparțin Intelsat (telecomunicații generale),  Inmarsat (comunicații maritime), Eutelsat, SES S.A., Arabsat.

### Sateliți de navigare și localizare
Sateliții de navigare și localizare permit cunoașterea poziției navelor, automobilelor, rachetelor etc, echipate cu receptori radio speciali. Un asemenea satelit emite continuu semnale radio către stația de recepție de la sol, care conțin informații despre poziția satelitului.  Cele mai cunoscute sisteme de navigație prin satelit sunt GPS (S.U.A.), GLONASS (Rusia), Galileo (sistem de poziționare) (Europa).

### Sateliți meteorologici
Sateliții meteorologici furnizează informații despre prognoza meteorologică și avertismente în legatură cu instabilitatea vremii. Sateliții meteorologici sunt o componentă importantă a meteorologiei și climatologiei, dând posibilitatea observării în timp real a fenomenelor atmosferice. 

### Sateliți militari
Majoritatea sateliților militari sunt similari celor civili, dar transmiterea datelor se face codificat și decodificate de receptoare speciale aflate la sol. Există diferite tipuri de sateliți militari conform misiunilor: 
- recunoaștere, care utilizează tehnici de infraroșu, imagini optice radar pentru instalații militare strategice, câmpuri de luptă
- comunicații pentru conexiuni militare, ascultarea telecomunicațiilor și semnale radar
- monitorizare a flotelor marine, și identificarea navelor de război
- avertizare timpurie, echipați cu senzori  pentru a detecta căldura emisă de lansarea unei rachete balistice
- navigație, pentru orientare precisă a rachetelor de croazieră și poziționarea unităților militare
- informații meteo destinate misiunilor militare.

### Sateliți științifici
Sateliții științifici pot furniza date privind Terra, mărimea și forma sa, dinamica mărilor și oceanelor și a atmosferei. De asemenea, pot cerceta Soarele, Luna, alte planete, comete, stele și galaxii. Telescopul spațial Hubble este un tip de satelit științific, lansat în anul 1990. Unii sateliți științifici (sonde spațiale) orbitează și în jurul altor corpuri cerești decât Pământul.

## Tipul organizațiilor care dețin sateliții (comerciale, guvernamentale, civile, militare)
- civile – 45;
- comerciale – 380;
- guvernamentale – 294;
- militare – 255;